# 마르키아 (트라야누스의 어머니)
마르키아 (Marcia, 29년경 –  100년 이전)는 고대 로마의 귀족 여성이자 트라야누스 황제의 어머니이다.

## 가정
마르키아는 귀족이자 정치적으로 영향력 있는 플레브스계 가문인 마르키아 씨족 출신으로, 그녀의 가문은 로마의 왕 안쿠스 마르키우스의 후손들이라 주장한다. 마르키아는 로마 원로원 의원 퀸투스 마르키우스 바레아 수라와, 안토니아 푸르닐라 사이에서 태어났다. 퀸투스 마르키우스 바레아 수라는 미래의 로마 황제인 베스파시아누스와 친구 사이였고, 그의 여동생 마르키아 푸르닐라는 차기 로마 황제 티투스의 두 번째 부인이었다. 마르키아는 푸르닐라와 티투스의 딸 율리아 플라비아 혹은 플라비아 율리아 티티(Flavia Julia Titi)의 이모이기도 했다.
마르키아의 친삼촌은 로마 원로원 의원 퀸투스 마르키우스 바레아 수라누스였으며, 친가쪽 사촌은 귀족 여성 마르키아 세르빌리아 소라나가 있었다. 마르키아의 조부는 34년에 보좌 집정관이자 41-43년에 아프리카 속주의 프로콘술을 맡았던 퀸투스 마르키우스 바레아였고, 외조부는 45년에 보좌 집정관인 아울루스 안토니우스 루푸스일 수 있다. 마르키아의 가문은 네로 황제의 반대자들과 연관되어 있어서, 65년 피소 음모가 실패한 이후로 그녀의 가문은 네로의 냉대를 받았다.

## 생애
마르키아는 로마에서 태어나고 자랐다. 클라우디우스 황제 재위 동안 (41-54)에 마르키아는 히스파니아 출신의 로마 장군이자 원로원 의원 마르쿠스 울피우스 트라야누스와 혼인했다. 트라야누스는 히스파니아 바이티카 속주에 있는 이탈리카 (오늘날 스페인 세비야 인근) 출신이었다. 마르키아가 트라야누스와 혼인한 이후로, 얼마간을 이탈리카에서 살았다.
마르키아는 트라야누스 사이에서 자녀 두 명을 낳았다:
- 딸 - 울피아 마르키아나 (48-112/114): 어머니의 외가쪽 조상에서 이름을 물려받았다. 마르키아나는 부유한 원로원 의원이자 차후에 법무관이 된 가이우스 살로니우스 마티디우스 파트루이누스와 혼인했다. 마르키아나는 파트루미누스 사이에서 68년에 딸 살로니아 마티디아를 낳았다.
- 아들 - 마르쿠스 울피우스 트라야누스 또는 트라야누스 (53-117): 트라야누스는 98년부터 사망한 117년까지 로마 황제로 있었다. 그는 폼페이아 플로티나라는 여성과 혼인했다.

마르키아는 이탈리아 북동부에 있는 Figlinae Marcianae라는 점토를 생산하는 토지를 갖고 있었고, 마르키아가 사망했을 때, 트라야누스가 이 토지를 상속했다. 마르키아가 자신의 아들이 황제가 된 것을 보았는지는 확실치 않다.

## 유산
100년경에, 마르키아의 아들 트라야누스는 북아프리카에 Colonia Marciana Ulpia Traiana Thamugadi (오늘날 알제리 팀가드)라는 식민지를 세웠다. 그녀의 아들은 이 식민 도시에 그녀를 기리는 이름을 붙였고, 이후에 남편과 딸의 이름도 붙여졌다. 따라서 이 식민도시의 명칭은 그녀의 가족을 예우하는 찬사이기도 했다.